# SCI (게임 엔진)
SCI(Sierra's Creative Interpreter)는 시에라 온라인의 프로그래머 제프 스티븐슨(Jeff Stephenson)에 의해 개발된 인터프리터로서 AGI를 대체하여 만든 스크립트 언어이다. AGI가 순차적인 데 반해 SCI는 완전히 객체지향적이다. IBM PC가 첫 목표이기도 했으나, 아미가, 아타리 ST와 매킨토시용으로도 개발되기도 했다. 개발 기간은 1988년~1996년 사이이고, 그동안 5개의 버전이 개발되었다.

### SCI0 (0.000.xxx)
1988년, 킹즈 퀘스트 4에 처음 사용되었다.

#### 지원 사양
- 해상도: 320×200
- 색상: EGA 16색
- 사운드: 애드립부터 롤랜드 미디 모듈까지 다양한 사운드 출력 지원
- 조작: 컴퓨터 마우스 지원

#### SCI0가 사용된 게임들
게임이 발매된 순서대로 나열했다.
- King's Quest IV: The Perils of Rosella
- Leisure Suit Larry Goes Looking for Love (in Several Wrong Places)
- Police Quest II: The Vengeance
- 1988 Christmas Card
- Space Quest III: The Pirates of Pestulon
- Hoyle's Official Book of Games: Volume 1
- Hero's Quest: So You Want to Be a Hero
- Leisure Suit Larry 3: Passionate Patti in Pursuit of the Pulsating Pectorals
- The Colonel's Bequest
- Codename: Iceman
- Conquests of Camelot: King Arthur, Quest for the Grail
- Hoyle's Official Book of Games: Volume 2
- Mixed-Up Mother Goose (1.02 버전)

나중에 출시된 SCI 인터내셔널 버전에서 다국어지원기능이 추가되었다. 다음은 그 버전이 사용된 게임의 목록이다.
- King's Quest I: Quest for the Crown (1990년에 리메이크됨)
- Space Quest III: The Pirates of Pestulon (인터내셔널 버전)
- Leisure Suit Larry 3: Passionate Patti in Pursuit of the Pulsating Pectorals (인터내셔널 버전)
- Jones in the Fast Lane (디스켓 버전)

마지막으로 출시된 SCI0 게임, 'Jones in the Fast Lane'은 그래픽 엔진이 SCI1가 사용되었기 때문에 256색을 지원할 수 있었다.

### SCI1 (1.000.xxx/T.A00.xxx)
이 엔진의 경우 SCI 버전중 최초로 256색을 지원했는데, 16색 지원 버전과 256색 지원 버전을 나눠서 발매했다. 명령 제시 방법이 지금까지의 인터프리터 자판 입력 방식에서 마우스로 아이콘을 클릭하는 방식으로 바뀌었다. 영웅의 길 II의 경우는, 256색 버전과 호환되는 스크립트로 만들어졌지만, 16색 버전에 인터프리터 자판 입력 방식으로 조작한다.

#### SCI1가 사용된 게임들
발매된 순서대로 나열했다.
- 1990 Christmas Card - The Seasoned Professional
- Quest for Glory II: Trial by Fire
- Hoyle's Official Book of Games: Volume 3
- King's Quest V: Absence Makes the Heart Go Yonder! (디스켓 버전)
- Leisure Suit Larry in the Land of the Lounge Lizards (기능 향상 리메이크)
- Space Quest IV: Roger Wilco and the Time Rippers (디스켓 버전)
- Mixed-Up Mother Goose (CD-ROM 버전)

다국어 지원 기능이 추가된 SCI1 엔진이 사용된 게임 목록이며, 역시 발매된 순서대로 나열했다.
- Leisure Suit Larry 5: Passionate Patti Does a Little Undercover Work
- EcoQuest: The Search for Cetus (디스켓 버전 1.0)
- Jones in the Fast Lane (CD-ROM 버전)
- King's Quest V: Absence Makes the Heart Go Yonder (CD-ROM & 인터내셔널 디스켓 버전)
- Mixed-up Fairy Tales
- Police Quest III: The Kindred
- Space Quest I: The Sarien Encounter (기능 향상 리메이크)
- Space Quest IV: Roger Wilco and the Time Rippers (인터내셔널 디스켓 버전)
- Conquests of the Longbow: The Adventures of Robin Hood
- Castle of Dr. Brain

### SCI1.1 (1.001.xxx)
'Animation movie sequence'와 'Scaling sprites' 이란 기능을 지원했는데, 쉽게 말하자면 캐릭터가 위치에 따라 크기가 변한다는 것과, 3D와 얼추 비슷한 2.5D를 지원한다는 것이다. SCI1.1을 기준으로 EGA 16색은 이제 전혀 사용되지 않으며, EGA를 가진 사용자들은 640×200의 해상도에서 디더링을 이용하여 256색을 지원받을 수 있다. 또한 SCI1.1은 동화상 기능을 지원한다.

#### SCI1.1가 사용된 게임들
- 1992 Christmas Card
- EcoQuest: The Search for Cetus (디스켓 버전 1.1, CD-ROM 버전)
- EcoQuest II: Lost Secret of the Rainforest
- Freddy Pharkas: Frontier Pharmacist
- The Island of Dr. Brain
- King's Quest VI: Heir Today, Gone Tomorrow
- Laura Bow: The Dagger of Amon Ra
- Leisure Suit Larry 6: Shape Up or Slip Out! (디스켓 & 저해상도 CD-ROM 버전)
- Mixed-up Mother Goose (SCI 버전 2.000)
- Pepper's Adventure in Time
- Police Quest: In Pursuit of the Death Angel (기능향상 리메이크)
- Quest for Glory I: So You Want to Be a Hero (256색 리메이크)
- Quest for Glory III: Wages of War
- Space Quest IV: Roger Wilco and the Time Rippers (CD-ROM 버전)
- Space Quest V: The Next Mutation

### SCI2 (2.xxx.xxx)
종종 'SCI32'라고 불리기도 하며, 'DOS4G'라는 도스 익스텐더 프로그램 또는 윈도 3.1 강화 모드를 이용해 32비트를 사용할 수 있게 되었다. SVGA라고 불리기도 하는 640×480의 해상도를 지원하고, 영상 지원도 매우 좋아졌다.

#### SCI2가 사용된 게임들
- Gabriel Knight: Sins of the Fathers
- The Beast Within: A Gabriel Knight Mystery
- King's Quest VII: The Princeless Bride
- Leisure Suit Larry 6: Shape Up or Slip Out! (고해상도 CD-ROM 버전)
- Mixed-up Mother Goose Deluxe
- Phantasmagoria
- Police Quest IV: Open Season
- Quest for Glory IV: Shadows of Darkness
- Shivers
- Space Quest 6: The Spinal Frontier
- Torin's Passage

### SCI3 (3.000.000)
SCI의 마지막 엔진으로, 도스와 윈도 3.1 뿐만 아니라 윈도우 95도 지원했다.

#### SCI3가 사용된 게임들
- Leisure Suit Larry 7: Love for Sail!
- Lighthouse: The Dark Being
- Phantasmagoria II: A Puzzle of Flesh
- RAMA
- Shivers II: Harvest of Souls

## 관련 소프트웨어
- 'FreeSCI'는 SCI0 게임들을 구동시킬 수 있는 오픈 소스로, 리눅스/유닉스, 마이크로소프트 윈도우, 세가 드림캐스트와 GP32에서 구동할 수 있다.
- SCI 스튜디오(SCI Studio)는 오픈 소스 프로그램으로, SCI0 엔진에 기반한 게임을 사용자 스스로 만들 수 있도록 하는 소프트웨어이다. 윈도우를 기반으로 만들어졌으며, 리눅스에서는 와인 버전 20050830이 설치돼 있다면 사용할 수 있다. SCI 스튜디오는 게임 제작을 목적으로 만들어진 것으로 보이며, 검사나 동작하려는 목적이 아닌 듯하다. 즉, SCI 스튜디오로 게임을 제작한 후 FreeSCI로 게임을 테스트 해보는 것이 일반적인 방식인 것이다.

## 같이 보기
- SCI 게임 목록
- AGI (게임 엔진)